# Charles Throsby
Charles Throsby (Glenfield, Leicestershire, 1771-Sydney, 2 avril 1828) est un médecin et explorateur britannique.

## Biographie
Il arrive en Australie comme chirurgien en 1802 et devient en 1805 superintendant de la région de Newcastle.
Il se lance dans l'exploration en 1808, ouvrant la voix de Jervis Bay. En compagnie de Hamilton Hume et James Meehan, en 1818, il remonte ensuite vers le Nord, atteint le Lake Bathurst puis le site de l'actuelle Bathurst. Il y découvre des terres riches et exploitables.
En 1821, il découvre la Murrumbidgee. Devenu un très riche propriétaire terrien, il se suicide en 1828 après avoir été mis en cause dans une affaire judiciaire.

## Hommage
- La circonscription de Throsby porte son nom.